# إيفان ليندل
إيفان ليندل (بالإنجليزية: Ivan Lendl)‏ من مواليد 7 مارس 1960. لاعب كرة مضرب أمريكي من أصل تشيكوسلوفاكي. صاحب المركز الأول عالمياً في وقت من الأوقات. صنف كأفضل اللاعبين في الثمانينات خلال مسيرتة وصل ليندل إلى 19 نهائي من البطولات الكبرى ووصل إلى المرتبة الأولى عالميا في فبراير 1983 واحتل المركز الأول في اوقات كثيرة في الثمانينات.ولد ليندل في اوسترافا التشيكية في عائلة تلعب كرة المضرب كلا من والديه كانا لاعبين في التنس أصبح ليندل محترفا عام 1978 وانتقل إلى أمريكا عام 1986 وتحصل على الجنسية الأمريكية عام 1992

## المشوار الاحترافي
بداية الالتفات إلى لينديل عندما فاز ببطولة فرنسا المفتوحة وويمبلدون للشباب وحاز على المركز الأول في هذه الفئة في عام 1980 فاز لينديل بـ7 بطولات في مسابقات التنس وفي عام 1981 فاز بـ10 بطولات اما في عام 1982 فاز بـ15 بطولة في الفرد من 23 بطولة خاضها وفاز بـ44 مباراة متتالية وفاز بـ7 بطولات في عام 1983 ولكن البطولات الكبرى اعتعصت على لينديل في بداية مشوارة الاحترافى ووصل إلى أول نهائي له في البطولات الكبرى عام 1981 في بطولة فرنسا المفتوحة وبعدها إلى نهائي بطولة أمريكا المفتوحة عام 1982 وفي عام 1983 كان الوصيف في كلا من أستراليا المفتوحة وأمريكا المفتوحة وحقق أول لقب له في البطولات الكبرى عام 1984 ببطولة فرنسا المفتوحة بعد أن فاز على جون ماكنرو في مباراة تاريخة بعد أن كان متخلف بمجموعتين مقابل لاشئ وانتهت الأشواط بـ 3-6، 2-6، 6-4، 7-5، 7-5 وفي نفس العالم انهزم امام جون ماكنرو في بطولة أمريكا المفتوحة بثلاثة مجموعات متتالية في نهائي البطولة
عام 1985 كان الأفضل في مسيرة اللاعب ففاز بـ11 بطولة من اصل 17 ضهور وانهزم في نهائي بطلة فرنسا المفتوحة في ذلك العام امام ماتس ويلاندير. وبعدها قابل جون ماكنرو في نهائي بطولة أمريكا المفتوحة ولكن هذه المرة كانت الغالبة له بثلاث مجموعات دون مقابل وحقق بطولة فرنسا المفتوحة في عام 86 وعام 87 وأيضا بطولة أمريكا المفتوحة في تلك الأعوام 1989 كان عام رائع أيضا في تاريخ اللاعب بدا الموسم باحرازة أول بطولة له في أستراليا المفتوحة وفاز أيضا بـ10 بطولات من اصل 17 لعب بها ودافع بنجاح على لقبه عام 90 في بطولة أستراليا المفتوحة. البطولة الوحيدة التي لم يحرزها هي بطولة ويمبلدون وصل إلى النهائي مرتين ولكنه انهزم في الاثنين في عامين 86 و 87 ووصل إلى نصف نهائي البطولة اعوام 88 و 89 و90 ولعب ليندل مع منتخب التشيك في كأس ديفز عام 1980 وفاز بالقب كان ليندل أيضا ضمن فريق التشيك في كأس العالم للتنس 1981. اعتزل ليندل التنس عام 1994 بعد أن حقق 94 لقب فردى و 6 القاب زوجية وحقق 21،262،417 $ كجوائز مالية

## روابط خارجية
- إيفان ليندل على موقع رابطة محترفي التنس (الإنجليزية)
- إيفان ليندل على موقع الاتحاد الدولي لكرة المضرب (الإنجليزية)
- إيفان ليندل على موقع كأس ديفيز (الإنجليزية)
- إيفان ليندل على موقع قاعة مشاهير كرة المضرب الدولية (الإنجليزية)
- إيفان ليندل على موقع بطولة ويمبلدون (الإنجليزية)
- إيفان ليندل على موقع خلاصة التنس.كوم (الإنجليزية)